# Grammy Award for Best Performance by an Orchestra or Instrumentalist with Orchestra
Der Grammy Award for Best Performance by an Orchestra or Instrumentalist with Orchestra – Primarily Not Jazz or for Dancing, auf Deutsch „Grammy-Auszeichnung für die beste Darbietung eines Orchesters oder Instrumentalisten mit Orchester – keine Jazz- oder Tanzmusik“, ist ein Musikpreis, der von 1959 bis 1964 von der amerikanischen Recording Academy im Bereich Popmusik verliehen wurde.

## Geschichte und Hintergrund
Die seit 1959 verliehenen Grammy Awards werden jährlich in zahlreichen Kategorien von der Recording Academy in den Vereinigten Staaten vergeben, um künstlerische Leistung, technische Kompetenz und hervorragende Gesamtleistung ohne Rücksicht auf die Album-Verkäufe oder Chart-Position zu würdigen.
Eine dieser Kategorien war der Grammy Award for Best Performance by an Orchestra or Instrumentalist with Orchestra – Primarily Not Jazz or for Dancing. Der Preis wurde von 1959 bis 1964 vergeben und hatte einige kleinere Namensänderungen:
- Von 1959 bis 1960 hieß die Auszeichnung Grammy Award for Best Performance by an Orchestra
- 1961 nannte sich der Preis Grammy Award for Best Performance by an Orchestra - for Other Than Dancing
- Von 1962 bis 1964 war die Bezeichnung Grammy Award for Best Performance by an Orchestra or Instrumentalist with Orchestra - Primarily Not Jazz or for Dancing.

Die Auszeichnung wurde zusammen mit dem Preis Grammy Award for Best Performance by an Orchestra – for Dancing verliehen.

## Gewinner und Nominierte
| Jahr | Gewinner                   | Nationalität       | Werk                                                                      | Nominierte | Bild des/der Gewinner(s) |
| ---- | -------------------------- | ------------------ | ------------------------------------------------------------------------- | ---------- | ------------------------ |
| 1959 | Billy May                  | Vereinigte Staaten | Billy May’s Big Fat Brass                                                 |            |                          |
| 1960 | André Previn und Dave Rose | Vereinigte Staaten | Like Young (interpretiert von Dave Rose & His Orchestra mit André Previn) |            |                          |
| 1961 | Henry Mancini              | Vereinigte Staaten | Mr. Lucky                                                                 |            |                          |
| 1962 | Joe Harnell                | Vereinigte Staaten | Fly Me To The Moon Bossa Nova                                             |            |                          |
| 1963 | Peter Nero                 | Vereinigte Staaten | The Colorful Peter Nero                                                   |            |                          |
| 1964 | Al Hirt                    | Vereinigte Staaten | Java                                                                      |            |                          |